# Minh Dân
Minh Dân là một xã thuộc huyện Hàm Yên, tỉnh Tuyên Quang, Việt Nam.
Xã Minh Dân có diện tích 30,62 km², dân số năm 1999 là 4025 người, mật độ dân số đạt 131 người/km².